# Hèctor Parra
Pour les articles homonymes, voir Parra (homonymie).
Œuvres principales
- Hypermusic Prologue (2009)
- Caressant l'horizon (2011)
- Das geopferte Leben (2014)
- Wilde (2014-2015)
- Avant la fin... vers où? (2017)
- Inscape (2017)
- Les Bienveillantes (2019)
- Wanderwelle (2019)

Hèctor Parra i Esteve, né le 17 avril 1976 à Barcelone, est un compositeur espagnol de musique contemporaine. Récompensé par de nombreux prix pour ses créations, il transmet sa passion également en tant que professeur de composition au Cursus de l'IRCAM-Centre Pompidou de 2013 à 2017.

## Biographie
Hèctor Parra étudie au Conservatoire supérieur de musique de Barcelone (auprès de Carles Guinovart, David Padrós et Mª Jesús Crespo) où il obtient ses premiers prix en Composition, Piano et Direction de Chœurs. Il poursuit ensuite des études de direction d’orchestre avec Arturo Tamayo à l’Université de Alcalá de Henares. Puis il suit le Cursus de Composition et d’Informatique Musicale de l’IRCAM. Toujours dans cette volonté de progresser, il se forme à Royaumont et au Centre Acanthes (France), à Takefu au Japon et à la Haute École de Musique de Genève auprès de – entre autres –, Brian Ferneyhough, Jonathan Harvey, Michael Jarrell, Philippe Leroux et Philippe Manoury. Hèctor Parra réalise ses premières compositions, toutes pour piano, dès l'âge de quinze ans. Il développe également une passion pour les arts qui influencera sa musique. De 1994 à 2001, il travaille dans l’atelier de Francesc Miñarro à Barcelone et pratique intensément les arts plastiques. Sa fascination pour la peinture, notamment pour les œuvres de El Greco, de Velásquez et de Cézanne, le pousse à retranscrire la texture picturale dans son œuvre musicale. Il obtient son DEA en sciences et technologie des arts à l’université Paris VIII en 2005, sous la direction d’Horacio Vaggione.
Hèctor Parra trouve alors, en 2006, une nouvelle source d’inspiration grâce à la physique théorique et la biologie évolutive, de laquelle naîtra son opéra Hypermusic Prologue sur un livret de la physicienne Lisa Randall, créé en 2009 par l’Ensemble Intercontemporain et l’IRCAM au Centre Pompidou. De cette influence, d’autres œuvres verront le jour comme Stress Tensor, Mineral Life, Caressant l’Horizon, InFALL, …limite les rêves au-delà et Inscape.
Depuis des années, Hèctor Parra se consacre intensément à la composition lyrique. Son opéra Das geopferte Leben sur un livret original de Marie NDiaye, est écrit pour le Freiburger Barockorchester et l'Ensemble Recherche et créé lors de la Biennale de Munich 2014. Cet opéra est nommé par Opernwelt l'une des meilleures créations de l'année. Son opéra, 'Wilde' (2014-15), sur un livret de Händl Klaus, est créé lors du Festival de Schwetzingen 2015 et rencontre un grand succès.
En 2018, il travaille sur le projet orchestral Inscape, une œuvre symphonique immersive commandée par l’Ensemble Intercontemporain, l’IRCAM, l'Orchestre Gürzenich de Cologne, l'Orchestre National de Lille et l’Orchestre Nationale de Barcelone. Inscape est inspirée des théories cosmologiques du physicien Jean-Pierre Luminet. En 2019, il compose Wanderwelle pour baryton et grand orchestre, un monodrame de 25 minutes sur un texte de Händl Klaus inspiré des cahiers de conversation de Beethoven. Il a été commandé par l’Orchestre Symphonique de Barcelone et National de la Catalogne et la Philharmonie de Cologne dans le cadre des événements commémorant le 250e anniversaire de la naissance de Ludwig van Beethoven.
En parallèle, Hèctor Parra se lance dans une ambitieuse création pour la scène, une commande de l’Opera Vlaanderen : Les Bienveillantes, sur un livret de Händl Klaus d'après le roman éponyme de Jonathan Littell et mise en scène de Calixto Bieito. Créée à l'Opéra d'Anvers le 24 avril 2019, cette œuvre a été largement applaudie par le public et saluée par la presse internationale,,.
Le nouvel opéra d' Hèctor Parra, Justice, a été créé en janvier 2024 au Grand Théâtre de Genève, dans une mise en scène de Milo Rau.
Plusieurs prix sont décernés à ses œuvres :
- 2002 : Prix de Composition du Colegio de España de París et de l’Institut National de la Musique d’Espagne-INAEM[13]
- 2005 : Prix du Comité de Lecture Tremplin de l’IRCAM et de l’Ensemble Intercontemporain
- 2007 : Le Earplay Donald Aird Memorial Composers Competition de San Francisco[14]
- 2008 : Prix du Comité de Lecture Impuls du Klangforum Wien (Graz)[15]
- 2009 : Prix ‘Tendències al creador emergent’ par le journal espagnol El Mundo[16]
- 2011 : Prix de Composition de la fondation Ernst von Siemens[17]
- 2017 : Prix National de Culture de la Catalogne[18]

Ses pièces sont au programme des festivals internationaux de Lucerne, Warsaw Autumn, Wien Modern, Acht Brücken (Cologne), Donaueschingen, Huddersfield Contemporary Music Festival (il en a été le compositeur résident en 2013), ISCM-World Music Days 2015, Wittenner Tage für Neue Kammermusik, Festival Présences de Radio France, Manifeste de l’IRCAM-Centre Pompidou, Musikprotokoll/Steirischer Herbst, KLANG (Helsinki),Traiettorie Parma, Ars Musica (Bruxelles), Musica (Strasbourg), Gaudeamus (Amsterdam), Festival Archipel (Genève), Festival International de Granada, Quincena Musical de San Sebastián, Rainy Days (Philharmonie de Luxembourg).
Et sa musique fait régulièrement partie des programmations de salles de concert telles que la Philharmonie de Paris, le Wien Konzerthaus, le Tokyo Suntory Hall, le Muziekgebouw d’Amsterdam, l’Auditorio Nacional de Música, l’Auditori de Barcelona (il en a été le compositeur résident en 2016-2017), Palau de la Música Catalana (il en a été le compositeur résident en 2015), Nouveau Siècle de Lille (il en a été le compositeur résident en 2017-2018), Wigmore Hall et Kings Place (Londres), Zurich Konzerthaus, Munich Gasteig, Musée du Louvre, Musée Solomon R. Guggenheim de New York, et des saisons d’opéra telles que l’Opera Vlaanderen, Staatsoper de Berlin, Theater Freiburg, Opéra de Stuttgart ou le Gran Teatre del Liceu.
Hèctor Parra est Professeur de Composition Electroacoustique au Conservatoire Supérieur de Musique d’Aragon de 2005 à 2012 (Saragosse, Espagne), Professeur de composition au Cursus de l’IRCAM-Centre Pompidou de 2013 à 2017, membre du jury de l’Orléans Concours International 2017 et du Concours de Genève 2019.
Ses œuvres sont publiées par Durand/Universal Music Publishing Classical (Paris) et jusqu’à 2010, par Tritó Edicions S.L. (Barcelone).

## Œuvres (sélection)
Œuvres scéniques
- Orgia (2023). Opéra de chambre pour 3 chanteurs & ensemble instrumental d'après Orgia (1968), de Pier Paolo Pasolini - Création mondiale le 22 juin 2023 au Teatro Arriaga (Bilbao) - Calixto Bieito : mise en scène et livret d'après Pier Paolo Pasolini - Pierre Bleuse : direction musicale, avec Aušrinè Stundytè : La Femme ; Leigh Melrose : L'Homme ; Jone Martínez ; La Fille[23].
- Les Bienveillantes (2018/2019). Opéra pour solistes vocaux, quatuor vocal, chœur et grand orchestre. Livret de Händl Klaus sur le roman éponyme de Jonathan Littell.
- Wilde (2014/2015). Opéra pour six chanteurs et orchestre. Livret de Händl Klaus.
- Das geopferte Leben (2013). Opéra pour quatre chanteurs, ensemble baroque et ensemble actuel. Livret de Marie NDiaye.
- Te craindre en ton absence (2012/2013). Monodrame pour actrice, ensemble et électronique en temps réel. Livret de Marie NDiaye.
- Hypermusic Prologue - A projective opera in seven planes. (2008-2009). Opéra pour deux chanteurs, ensemble et électronique en temps réel. Livret de Lisa Randall.
- Zangezi (2007). Théâtre musicale pour soprano, acteurs et électronique. Sur le poème éponyme de Vélimir Khlebnikov.

Orchestre
- Wanderwelle (2019). Baryton et grand orchestre. Livret de Händl Klaus.
- Inscape (2017-2018). Ensemble de solistes, grand orchestre et électronique en temps réel.
- Orgia –Irrisorio alito d’aria (2017). Ensemble & orchestre baroque.
- Avant la fin... vers où ? (2017). Grand orchestre.
- Three Shakespeare Sonnets (2016). Ténor et orchestre.
- Wilde Suite (2015). Orchestre.
- L’absència (2013). Orchestre.
- InFALL (2011/rev. 2012). Grand orchestre.
- Caressant l’horizon (2011). Orchestre de chambre.
- Fibrillian –Chamber Symphony no 2 (2007-2008). Orchestre de cordes.
- Karst –Chroma II (2006). Grand orchestre.
- Lumières Abyssales -Chroma I (2004/2006). Grand orchestre.

Ensemble
- Un souffle en suspens (2016). Grand ensemble.
- Moins qu’un souffle, à peine un mouvement de l’air (2012). Flûte soliste et ensemble.
- Equinox (2010). Grand ensemble.
- Sirrt die Sekunde (2008). Grand ensemble.
- Chamber Symphony –Quasikristall- (2005). Grand ensemble.

Musique de chambre
- Cell 2 (2016). Ensemble de chambre.
- Aracne -String Quartet no 3 (2015)
- Catalunya Lliure (2015). Ensemble de chambre.
- Sigma-Waves (2015). Quatuor de saxophones.
- Early Life (2010). Ensemble de chambre.
- Stress Tensor (2009 rev. 2011). Ensemble de chambre.
- String Quartet No. 2 -Fragments on Fragility (2009). Quatuor à cordes et électronique en temps réel.
- An exploration of light (2008). Violoncelle et percussion.
- Piano Trio No 2 –Knotted Fields (2007)
- String Trio (2006). Trio à cordes et électronique.
- Ciel Rouillé (2005). Ensemble de chambre.
- Piano Trio No 1 -Wortschatten (2004)
- Andante Sospeso (2003). Flûte et piano.
- Stasis -Antigone I (2002). Quatuor à cordes.
- Abîme -Antigone IV (2002). Ensemble de chambre.
- Strata -Antigone II (2002). Ensemble de chambre.
- Mort d'Antigone -Antigone III (2001). Mezzosoprano et clarinette.

Œuvres pour soliste
- ...limite les rêves au-delà (2017). Violoncelle et électronique en temps réel.
- Au cœur de l'Oblique / Cinq études d'architecture, no 1 (2016-2017). Piano.
- Mineral Life II (2016). Alto.
- Cell (Arch of Hysteria) (2016) / Cinq études d'art, no 4. Piano.
- Tres miradas (2016). Orgue.
- Una pregunta (a Jaume Plensa) (2015) / Cinq études d'art, no 5. Piano.
- Haus u r / Office Baroque (2014) / Cinq études d'art, no 3. Piano.
- Carícies cap al blanc (2013) / Cinq études d'art, no 2. Piano.
- Cos de matèria –Antoni Tàpies in memoriam (2012) / Cinq études d'art, no 1. Piano.
- Mineral Life (2010). Multipercussion.
- Piano Sonata (2010). Piano.
- La dona d’aigua (El Montseny) (2009). Piano.
- Tentatives de Réalité (2007). Violoncelle et électronique en temps réel.
- L'Aube Assaillie (2004-2005). Violoncelle et électronique.
- Impromptu (2005). Piano.
- Chymisch (2005). Saxophone baryton et électronique.
- Tres Peces per a piano –Lichtzwang (1999). Piano.

Musique vocale
- Lent comme un rêve (2015). Chœur de chambre et piano. Poèmes de Jaume Plensa.
- Breathing (2015). Chœur mixte à 12 voix. Poème de Jaume Plensa.
- Strette (2003). Soprano et électronique. Poème de Paul Celan.

Musique semi-improvisée
- Life After Architecture -Love (2019). Piano à quatre mains.
- FREC 3 (2016-2017). Piano et trois instruments.
- FREC 2 (2016). Piano et électronique en temps réel.
- FREC 1 (2012-2013). Piano amplifié.

Electroacoustique
- “I have come like a butterfly into the hall of human life”(2009). Électronique (6 pistes).

## Discographie
- Hèctor PARRA, Frec, Agustí Fernández, piano, 1 cd Sirulita, 2020.
- Hèctor PARRA, I. Early Life ; II. Stress Tensor ; III. Caressant l’Horizon, ensemble Recherche (I et II), Ensemble intercontemporain, direction : Emilio Pomárico (III), 1 cd Col·legno, 2012.
- Hèctor PARRA, Hypermusic Prologue. A projective opera in seven planes, livret : Lisa Randall, Charlotte Ellett : soprano, Janmes Bobby : baryton, Ensemble intercontemporain, direction : Clement Power, Thomas Goepfer : réalisateur informatique musicale, 2 cds Kairos, coll. Sirènes, coproduction Ircam-Centre Pompidou, Ensemble intercontemporain, 2010.
- Hèctor PARRA, Piano Trio No.2 Knotted Fields ; Impromptu ; Piano Trio No.1 Wortschatten ; L’Aube assaillie ; Abîme – Antigone IV ; String Trio, ensemble recherche, 1 Cd Kairos, 2008, no 0012822KAI.
- Hèctor PARRA, « L’aube assaillie. Musique de chambre » : Ciel Rouillé ; Time Fields III ; Andante Sospeso ; Impromptu ; Fragments Striés ; Tres Peces per a piano – Lichtzwang ; Vestigios ; L’Aube Assaillie, Ensemble Proxima Centauri, Utopia Ensemble, Quatuor Aker, Duo Nataraya, Imma Santacreu, Laura Capsir, Amandine Lefèvre et Hèctor Parra ; producteurs : REMA 12 / Albert Mestres, 1 Cd Ars Harmonica, Sabadell, 2006.
- Hèctor Parra, Les bienveillantes, Peter Tantsits (Artist), Rachel Harnisch (Artist), Natascha Petrinsky (Artist), & 18 more Format: Audio CD -  Juin 2024.

## Écrits
- 2019 « From creative energy to the conformation of a sculptural space-time: musical tension in the work of Jaume Plensa », article analytique publié en anglais, espagnol et catalan dans le catalogue « Jaume Plensa » en occasion de son exposition rétrospective au MACBA (Barcelone, Espagne)[30].
- « Compondre avui. Reflexions des de la praxi », article publié dans Revista Segell, No 33 (Instiució Cultural del CIC, Barcelona, Espagne)[31].
- « Das geopferte Leben : ein Zwiegenspräch zwischen Barock une gegenwärtigem Schaffen » article analytique publié dans le livre du 30e anniversaire de la Freiburger Barockorchester GbR. Traduction à l’allemand par Judith Blank.
- 2016 « David Padrós, in memoriam », article publié dans le magazine en ligne Núvol (Barcelone, Espagne)[32].
- 2008 « Hypermusic Prologue –Òpera Projectiva en 7 Plans », article publié dans En ressonància, Encontre Noves fronteres de la ciència, l'art i el pensament, KRTU, Departament de Cultura de la Generalitat de Catalunya. Article publié en anglais dans Sonograma (2013)[33].
- 2007 « Cap a una nova expressivitat », article publié dans la revue Nexus, vol. 37. Caixa Catalunya (Barcelone, Espagne)[34].
- 2006 « Strette » in The OM Composer’s book 1, Carlos Agon, Gérard Assayag, Jean Bresson editors, IRCAM- Centre Pompidou / Delatour (Paris, France)[35].
- 2005 « Pour une approche créatrice des interrelations structurelles entre les espaces acoustiques et visuels ». Mémoire de Master. Directeur de recherche : Horacio Vaggione. Université de Paris VIII. Inédit.